# Ozdakovci
Ozdakovci (1981-ig Oždakovci) falu Horvátországban, Pozsega-Szlavónia megyében. Közigazgatásilag Velikéhez tartozik.

## Fekvése
Pozsegától légvonalban 14, közúton 16 km-re északnyugatra, községközpontjától légvonalban 7, közúton 14 km-re nyugatra, a Papuk-hegység déli lejtőin, a Skolina-patak partján fekszik.

## Története
A települést a középkorban 1435-ben („Poss. Ozdakouch” néven 11 mandurinalis telekkel), 1488-ban („Ozdakowcz”) és 1504-ben („Poss. Ozdachowcz in pertinentiis possessionis Bokolya.”) is említik. Velike várának uradalmához tartozott. Eredetileg katolikus lakossága volt, de a török uralom idején Boszniából érkezett pravoszláv szerbek telepedtek itt le. 1762-ben 7 ház állt a településen. 
Az első katonai felmérés térképén „Dorf Osdakovczi” néven látható. Lipszky János 1808-ban Budán kiadott repertóriumában „Ozdakovczy” néven szerepel. Nagy Lajos 1829-ben kiadott művében „Ozdakovczi” néven 11 házzal és 99 ortodox vallású lakossal találjuk.
1857-ben 72, 1910-ben 97 lakosa volt. 1910-ben a népszámlálás adatai szerint teljes lakossága szerb anyanyelvű volt. Pozsega vármegye Pozsegai járásának része volt. Az első világháború után 1918-ban az új szerb-horvát-szlovén állam, majd később (1929-ben) Jugoszlávia része lett. 1991-ben lakosságának 79%-a szerb, 8%-a horvát, 3%-a magyar nemzetiségű volt. 2011-ben 5 lakosa volt.

## Lakossága
| Lakosság változása | Lakosság változása | Lakosság változása | Lakosság változása | Lakosság változása | Lakosság változása | Lakosság változása | Lakosság változása | Lakosság változása | Lakosság változása | Lakosság változása | Lakosság változása | Lakosság változása | Lakosság változása | Lakosság változása | Lakosság változása |
| ------------------ | ------------------ | ------------------ | ------------------ | ------------------ | ------------------ | ------------------ | ------------------ | ------------------ | ------------------ | ------------------ | ------------------ | ------------------ | ------------------ | ------------------ | ------------------ |
| 1857               | 1869               | 1880               | 1890               | 1900               | 1910               | 1921               | 1931               | 1948               | 1953               | 1961               | 1971               | 1981               | 1991               | 2001               | 2011               |
| 72                 | 75                 | 71                 | 72                 | 79                 | 97                 | 96                 | 123                | 91                 | 102                | 93                 | 77                 | 50                 | 38                 | 12                 | 5                  |